# 咸鏡北道
咸鏡北道（ハムギョンブクト、かんきょうほくどう）は、朝鮮民主主義人民共和国（北朝鮮）北東部に位置する行政区。

## 地理
北は豆満江を隔てて中国と隣り合い、西は両江道、南は咸鏡南道と接する。東は日本海、北東部は羅先特別市に接する。
一般に山がちで平地が少ないため、耕地に適した所が少ない。また、山がちな地形とともに大陸性気候の影響で冬は非常に寒く、雨が非常に少ない土地である。そのため食糧不足が国内で特に深刻な所である。茂山の鉄、慶興郡の石炭（褐炭）など地下資源が多く、清津市や金策市では重工業が発達している。この道の東北端の豆満江河口周辺は、中国東北地方（満洲）内陸部にとって最も近い海であり、1990年代には羅津・先鋒が経済特区となった。現在この地域は羅先特別市として咸鏡北道から分離している。
日本の東北地方北部から北海道南部と同じ緯度に位置している。

## 歴史
1896年に朝鮮八道の咸鏡道が南北に分割されることで咸鏡北道が生まれ、日本統治下にも咸鏡北道として継承された。1949年、北朝鮮によって内陸部の一部が両江道に分割された。
古代は高句麗や渤海国の領域で、渤海の滅亡後は女真人の領域だった。高麗末期～李氏朝鮮初期にかけて朝鮮と女真の間で抗争が行われ、豆満江を境界として朝鮮の領域となった。
日本統治時代、ソ連・満洲に近い国境地帯のこの道は軍事上の要衝であり、羅南に陸軍の師団が置かれていた。日本から中国大陸への進出の拠点であるとともに、朝鮮独立を目指して満洲を拠点とする民族主義団体や共産主義系パルチザンの活動が盛んだった所であった。1930年代に日本と満洲を最短距離で結ぶ地域として着目され、羅津の築港などの開発が行われた。第二次世界大戦末期のソ連参戦によって、ソ連軍（赤軍）がいち早く侵攻してきた地でもある。
1990年代に国連開発計画（UNDP）によって豆満江地域開発計画が提唱されることでこの地域は再び着目されるようになった。羅津・先鋒が経済特区となり、現在この地域は羅先特別市として咸鏡北道から分離している。
2006年10月9日、核実験が行われた韓国国家情報院が発表した花台郡、金策市、韓国外務省の当初発表・アメリカ発表による吉州郡豊渓里も同地にある。

## 咸鏡北道の自治体

### 市部
- 清津市 - 청진시【淸津市】Chŏngjin-si （チョンジン=シ、咸鏡北道道都）
  - 新岩区域 - 신암구역【新岩區域】Sinam-guyŏk （シナム=グヨク）
  - 浦港区域 - 포항구역【浦項區域】Phohang-guyŏk （ポハン=グヨク）
  - 青岩区域 - 청암구역【靑岩區域】Chŏngam-guyŏk （チョンアム=グヨク）
  - 水南区域 - 수남구역【水南區域】Sunam-guyŏk （スナム=グヨク）
  - 松坪区域 - 송평구역【松坪區域】Songphyŏng-guyŏk （ソンピョン=グヨク）
  - 羅南区域 - 라남구역【羅南區域】Ranam-guyŏk （ラナム=グヨク）
  - 富潤区域 - 부윤구역【富潤區域】Puyun-guyŏk （プユン=グヨク）
- 金策市 - 김책시【金策市】Kimchaek-si （キムチェク=シ）
- 会寧市 - 회령시【會寧市】Hoeryŏng-si （フェリョン=シ）

### 郡部
- 富寧郡 - 부령군【富寧郡】Puryŏng-gun （プリョン=グン）
- 茂山郡 - 무산군【茂山郡】Musan-gun （ムサン=グン）
- 鏡城郡 - 경성군【鏡城郡】Kyŏngsŏng-gun （キョンソン=グン）
- 吉州郡 - 길주군【吉州郡】Kilju-gun （キルチュ=グン）
- 花台郡 - 화대군【花臺郡】Hwatae-gun （ファデ=グン）
- 明川郡 - 명천군【明川郡】Myŏngchŏn-gun （ミョンチョン=グン）
- 明澗郡 - 명간군【明澗郡】Myŏnggan-gun （ミョンガン=グン）
- 漁郎郡 - 어랑군【漁郞郡】Ŏrang-gun （オラン=グン）
- 延社郡 - 연사군【延社郡】Yŏnsa-gun （ヨンサ=グン）
- 穏城郡 - 온성군【穩城郡】Onsŏng-gun （オンソン=グン）
- 慶源郡 - 경원군【慶源郡】Kyŏngwŏn-gun （キョンウォン=グン）
- 慶興郡 - 경흥군【慶興郡】Kyŏnghŭng-gun （キョンフン=グン）